# Wichtel Challenge
Die Wichtel Challenge ist eine gemeinnützige Initiative, die ursprünglich 2017 in Österreich ins Leben gerufen wurde und seitdem ihre Aktivitäten auf Deutschland, die Schweiz und Slowenien ausgeweitet hat. Sie zielt darauf ab, sozial benachteiligten Menschen zu Weihnachten eine Freude zu machen, indem ihre individuellen Wünsche gesammelt und durch die Hilfe von Freiwilligen – den sogenannten „Wichteln“ – erfüllt werden. Die deutsche Abteilung der Wichtel Challenge ist als gemeinnütziger Verein eingetragen und hat ihren Sitz in Düsseldorf. Sie ist seit 2021 im Vereinsregister eingetragen.

## Ablauf und Durchführung
Die Organisation „Wichtel Challenge“ betreibt eine Online-Plattform, auf der soziale Einrichtungen anonymisierte Wünsche ihrer Klienten eingeben. Menschen können sich dann als „Wichtel“ registrieren, einen dieser Wünsche auswählen und sich verpflichten, ihn zu erfüllen. Anschließend erhalten sie die erforderlichen Informationen, um das Geschenk sicher an die jeweilige soziale Einrichtung zu senden. Während des gesamten Prozesses bleibt die Anonymität aller Beteiligten gewahrt.

## Geschichte, Tätigkeitsfeld und Spendenverwendung
Die Wichtel Challenge ist ein Sozialprojekt, das im Herbst 2017 in Österreich ins Leben gerufen wurde. Ihr Ziel ist es, die Wünsche von Menschen in Not sichtbar zu machen und zu erfüllen. Seitdem hat sie ihre Aktivitäten auf Deutschland, die Schweiz und Slowenien ausgeweitet.
Die Spendengelder, die im Rahmen der Wichtel Challenge gesammelt werden, werden zur Erfüllung der Wünsche und Bedürfnisse von bedürftigen Menschen verwendet. Sie dienen dazu, die benötigten Gegenstände zu beschaffen oder besondere Erlebnisse zu ermöglichen. Die Wichtel Challenge arbeitet eng mit sozialen Einrichtungen, Hilfsorganisationen und Partnern zusammen, um sicherzustellen, dass die Spenden effektiv genutzt und an die Orte gelangen, an denen sie am dringendsten benötigt werden. Die Wichtel Challenge hat es sich zur Aufgabe gemacht, jedes Jahr alle aufgeführten Wünsche zu erfüllen, was bisher jedes Jahr erreicht wurde. Im Jahr 2020 wurden 5.454 Wünsche erfüllt, im Jahr 2021 österreichweit 5.650 Wünsche.